# Hoffmannia calycosa
Hoffmannia calycosa är en måreväxtart som beskrevs av John Donnell Smith. Hoffmannia calycosa ingår i släktet Hoffmannia och familjen måreväxter. Inga underarter finns listade i Catalogue of Life.